# دهستان قشلاق (خرم‌بید)
دهستان قشلاق نام دهستانی در بخش مرکزی شهرستان خرم‌بید، استان فارس در ایران است. براساس سرشماری مرکز آمار ایران در سال ۱۳۸۵، جمعیت آن ۳۵۲۴ نفر (۸۳۶ خانوار) بوده‌است.